# 你是猪
《你是猪》是一部2020年马来西亚校园悬疑剧情片，由黄明志编剧与执导，于2020年11月20日在台湾院线上映。本片改编自一宗据称发生于2000年的馬來西亞校園暴動事件，但由於事件敏感遭到官方压制以致鲜为人知。电影讲述在一所中學内，三大种族的學生們爆發校园集體殴斗，進而引發校內外騷亂，還導致了學生墜樓的悲劇，以及隨之而來被掩蓋的真相。本片在第57屆金馬獎入围金馬獎最佳原創電影歌曲1项提名。

## 剧情简介
某天在馬來西亞一所國立中學裡，發生了一起校園種族暴動事件。馬來人、華人和印度人學生之間因為種族恩怨、歧視而爭吵。事態迅速惡化升級，學生們展開大型毆鬥，鬥毆從食堂蔓延到操場。校园陷入骚乱，多人受重傷，甚至有一名學生當場墜樓身亡。但透過不同族群目擊者的證言，卻呈現出墜樓事件的不同樣貌。事件被全面封鎖，校方、家長、警方，各方衆說紛紜，真相陷入疑雲。

## 演员列表
| 演員                              | 角色           | 介紹                                                                |
| 湯鈱浩（Bryan Teng Meng Hao）     | 林志聰（阿聰） | 阿雯和Yasin的好友，在校園暴動中墜樓身亡，其死因成為警方辦案的重點。 |
| 梅靜萱（Boey Jing Xuan）          | 黃慧雯（阿雯） | 阿聰和Yasin的好友，目擊者之一。                                     |
| Muhammad Aidil                    | Yasin          | 阿聰和阿雯的好友，目擊者之一。                                      |
| 林展凱（Lim Jaan Kae）            | 阿雄           | 校園內的華人老大，目擊者之一。                                      |
| 葉孫誠（Vincent Yeap Soon Sheng） | 阿傑           | 阿雯的表哥，目擊者之一。                                            |
| Muhammad Alif Haikal              | Hassan         | 校園內的馬來人老大，目擊者之一。                                    |
| Sathisyaran                       | Muthu          | 校園內的印度人老大，目擊者之一。                                    |
| Eashwar A/L Nadarajoo             | Suman          | Muthu的好友。                                                       |
| Mohd Hairul Bin Mohd Salleh       | Nasir          | 馬來人老師。                                                        |

## 制作、发行
本片由黄明志编剧与执导，他的前期电影作品包括《辣死你媽》、《鬼老大哥大》、《冠军歌王》、《猛加拉殺手》。本片改编自據稱發生於2000年的校园种族暴动真实事件，当时发生在南马小镇的一个大规模校园暴力事件。此事件當時並沒有被媒體報導，消息被相關單位全面封鎖，許多參與過這場毆鬥的學生和老師都各說紛紜。真實事件中無人死亡，但有60至70名學生遭到退學，雖然沒有媒體報導，但在當地還是相當知名的事情，也有遭到退學的學生当年轉到黃明志就读的中学。
由于题材敏感，本片于2019年在马来西亚秘密进行拍摄。与以往黄明志一贯的搞笑嘲讽不同，本片以较严肃的方式呈现。整部片的拍攝期為10天，包括臨演在內有约一百名的全素人演員，預算為30萬令吉（200萬新台幣）以下，拍攝地點為马六甲的圣芳济中学。
片名“Babi”一词在马来语是猪的意思，常在骂人时使用，帶有侮辱之意。提到开拍初衷，黄明志表示希望藉由本片，揭发这起被马来西亚前政府掩盖的事件真相，并希望各族之间能打破种族政策的框架，团结一心。黄明志也坦言预料电影很难在马来西亚上映，甚至还表态作好回国后可能遭拘捕的心理准备。
本片于泰国国际电影节、ARFF柏林环球国际电影节、金马国际影展播映，并于2020年11月20在台灣院线上映。本片并没有向马来西亚电影局申请上映，因此不会在马来西亚上映。

## 音乐
本片的主题曲《Happy Family》是由4种语言组成的粗口饶舌歌曲，由黄明志制作，并与本地饶舌团体The Real Master Clan和5forty2一起演唱。歌曲入圍第57屆金馬獎最佳原創電影歌曲。

## 影响及爭議
2020年11月19日，国民联盟青年团谴责黄明志电影海报的《你是猪》的片名具挑拨性，以及电影内容破坏种族和谐和羞辱马来西亚的形象，正式向警方投报，并要求马来西亚通讯及多媒体部限制電影相關鏈接或內容繼續在社交媒體轉發。12月12日，马来西亚艺人协会指控黄明志在向其协会申請时的電影名是《SEKOLAH》（校園），但是電影預告片出爐時卻易名為《BABI》，涉嫌欺瞒国家电影发展局，以取得拍摄准证，正式向警方投報要求徹查。

## 獎項及提名
本片主题曲《Happy Family》入围第57届金馬獎最佳原創電影歌曲奖。
| 類別   | 頒獎日期       | 獎項             | 入圍作品 | 結果 | 參考   |
| ------ | -------------- | ---------------- | --- | ---- | ------ |
| 金馬獎 | 2020年11月21日 | 最佳原創電影歌曲 | 《Happy Family》 作詞：黃明志、5forty2、The Real Masta Clan 作曲：黃明志 演唱：黃明志、5forty2、The Real Masta Clan | 提名 | [ 13 ] |